# 笠利真吾
笠利 真吾（かさり しんご、1997年1月29日 - ）は、日本の男子プロバレーボール選手である。

## 来歴
東京都杉並区出身。小学2年生のときに両親の影響でバレーボールを始める。
東洋高等学校、国士舘大学を経て、2018年、V.LEAGUE DIVISION1(V1)に所属するVC長野トライデンツの内定選手となった。内定選手として、2018-19シーズンのリーグ戦にも出場した。
2019年、大学卒業後に、VC長野に入団。
2022年1月、2021-22シーズンの途中でVC長野を退団。自身も含め同時に選手3名が退団した。
2021-22シーズン終了後、FC東京のチーム譲渡により誕生したプロクラブ・東京グレートベアーズに入団した。
2024年、フラーゴラッド鹿児島への移籍が発表された。
2025年4月、フラーゴラッド鹿児島を退団。6月にレーヴィス栃木入団が発表された。

## 受賞歴
- 2025年 - 2024-25 V.LEAGUE MEN プレーオフMVP・レギュラーシーズンベスト6

## 所属チーム
- 東洋高等学校（2012-2015年）
- 国士舘大学 （2015-2019年）
- VC長野トライデンツ（2019年-2022年1月）
- 東京グレートベアーズ（2022-2024年）
- フラーゴラッド鹿児島（2024-2025年）
- レーヴィス栃木（2025年-）